# 2009-es U17-es labdarúgó-Európa-bajnokság
A 2009-es U17-es labdarúgó-Európa-bajnokság a torna 27. kiírása, melyet Németországban rendeztek 2009. május 6. és május 18. között. Az első 6 helyezett válogatott részvételi jogot szerzett magának a 2009-es U17-es labdarúgó-világbajnokságra. A versenykiírásban az 1992. január 1. után született játékosok vehettek részt.

## Selejtezők
A selejtezőkön összesen 7 hely volt kiadó a rendező németeké mellett. A selejtezőket selejtezőtornák keretében 2008. szeptember 15. és október 28. között rendezték meg, melyen 52 válogatott vett részt összesen 13 csoportba beosztva. A sorozat végén a csoportok első 2 helyezettje bejutott az elitkörbe, ahol a 7 Eb-n részt vevő válogatott sorsa dőlt el. A csoportelsők jutottak ki az Európa-bajnokságra.

## Résztvevők
| - Anglia - Franciaország - Olaszország - Hollandia | - Spanyolország - Svájc - Törökország - Németország (házigazda) |

## Játékvezetők
| Európa - Vlagyiszlav Beszborodov - Tom Harald Hagen - Gerhard Grobelnik - Georgios Daloukas - Milorad Mažić - Pawel Gil |

## Csoportkör
| Színmagyarázat                                                                                                   |
| --- |
| A csoportok első két helyezettje bejutott az elődöntőbe és kijutott a 2009-es U17-es labdarúgó-világbajnokságra. |
| A csoportok harmadik helyezettjei kiestek, de kijutottak a 2009-es U17-es labdarúgó-világbajnokságra.            |
| A csoportok negyedik helyezettjei kiestek.                                                                       |

### A csoport
| Csapat        | M | Gy | D | V | Rg | Kg | Gk | P |
| ------------- | - | -- | - | - | -- | -- | -- | - |
| Svájc         | 3 | 1  | 2 | 0 | 4  | 2  | +2 | 5 |
| Olaszország   | 3 | 1  | 1 | 1 | 3  | 4  | –1 | 4 |
| Spanyolország | 3 | 0  | 3 | 0 | 0  | 0  | 0  | 3 |
| Franciaország | 3 | 0  | 2 | 1 | 2  | 3  | –1 | 2 |

| 2009. május 6. 11:00 (CEST) | Spanyolország | 0 – 0 | Olaszország | Dessau-Rosslau, Németország Nézőszám: 1500 Játékvezető: Bezborodov (orosz) |
| 2009. május 6. 11:00 (CEST) | (Jegyzőkönyv) |       |             | Dessau-Rosslau, Németország Nézőszám: 1500 Játékvezető: Bezborodov (orosz) |

| 2009. május 6. 11:00 (CEST) | Franciaország | 1 – 1                 | Svájc           | Markranstädt, Németország Nézőszám: 2200 Játékvezető: Hagen (norvég) |
| 2009. május 6. 11:00 (CEST) | Situ 76'      | (0 – 0) (Jegyzőkönyv) | Ben Khalifa 59' | Markranstädt, Németország Nézőszám: 2200 Játékvezető: Hagen (norvég) |

| 2009. május 9. 12:00 (CEST) | Spanyolország | 0 – 0 | Franciaország | Grimma, Németország Játékvezető: Grobelnik (osztrák) |
| 2009. május 9. 12:00 (CEST) | (Jegyzőkönyv) |       |               | Grimma, Németország Játékvezető: Grobelnik (osztrák) |

| 2009. május 9. 14:00 (CEST) | Olaszország           | 1 – 3                 | Svájc                                           | Torgau, Németország Nézőszám: 2550 Játékvezető: Daloukas (görög) |
| 2009. május 9. 14:00 (CEST) | Beretta 31' Perin 29′ | (1 – 1) (Jegyzőkönyv) | Nimeley 29' (11-esből) Goncalves 65' Kamber 74' | Torgau, Németország Nézőszám: 2550 Játékvezető: Daloukas (görög) |

| 2009. május 12. 11:00 (CEST) | Svájc         | 0 – 0 | Spanyolország | Sandersdorf, Németország Játékvezető: Mažic (szerb) |
| 2009. május 12. 11:00 (CEST) | (Jegyzőkönyv) |       |               | Sandersdorf, Németország Játékvezető: Mažic (szerb) |

| 2009. május 12. 11:00 (CEST) | Olaszország                          | 2 – 1                 | Franciaország | Taucha, Németország Játékvezető: Gil (lengyel) |
| 2009. május 12. 11:00 (CEST) | Dell'Agnello 38' Sini 50' (11-esből) | (1 – 1) (Jegyzőkönyv) | Kebano 18'    | Taucha, Németország Játékvezető: Gil (lengyel) |

### B csoport
| Csapat      | M | Gy | D | V | Rg | Kg | Gk | P |
| ----------- | - | -- | - | - | -- | -- | -- | - |
| Németország | 3 | 3  | 0 | 0 | 9  | 1  | +8 | 9 |
| Hollandia   | 3 | 1  | 1 | 1 | 3  | 4  | –1 | 4 |
| Törökország | 3 | 1  | 0 | 2 | 3  | 5  | –2 | 3 |
| Anglia      | 3 | 0  | 1 | 2 | 1  | 6  | –5 | 1 |

| 2009. május 6. 11:00 (CEST) | Anglia      | 1 – 1                 | Hollandia  | Gera, Németország Nézőszám: 4600 Játékvezető: Daloukas (görög) |
| 2009. május 6. 11:00 (CEST) | Garbutt 69' | (0 – 1) (Jegyzőkönyv) | Özyakup 4' | Gera, Németország Nézőszám: 4600 Játékvezető: Daloukas (görög) |

| 2009. május 6. 18:15 (CEST) | Németország                               | 3 – 1                 | Törökország            | Erfurt, Németország Nézőszám: 5107 Játékvezető: Mažic (szerb) |
| 2009. május 6. 18:15 (CEST) | Scheidhauer 11' Buchtmann 51' Mustafi 67' | (1 – 1) (Jegyzőkönyv) | Sari 10' Töre 53′, 72′ | Erfurt, Németország Nézőszám: 5107 Játékvezető: Mažic (szerb) |

| 2009. május 9. 14:00 (CEST) | Törökország  | 1 – 2                 | Hollandia                   | Meuselwitz, Németország Játékvezető: Hagen (norvég) |
| 2009. május 9. 14:00 (CEST) | Muhammet 66' | (0 – 1) (Jegyzőkönyv) | Castaignos 40+1' Ligeon 56' | Meuselwitz, Németország Játékvezető: Hagen (norvég) |

| 2009. május 9. 14:00 (CEST) | Németország                                 | 4 – 0                 | Anglia | Jéna, Németország Nézőszám: 8500 Játékvezető: Gil (lengyel) |
| 2009. május 9. 14:00 (CEST) | Labus 13' Thy 37' Scheidhauer 56' Götze 74' | (2 – 0) (Jegyzőkönyv) |        | Jéna, Németország Nézőszám: 8500 Játékvezető: Gil (lengyel) |

| 2009. május 12. 17:45 (CEST) | Hollandia | 0 – 2                 | Németország        | Jéna, Németország Nézőszám: 6000 Játékvezető: Beszborodov (orosz) |
| 2009. május 12. 17:45 (CEST) |           | (0 – 1) (Jegyzőkönyv) | Thy 35' Janzer 44' | Jéna, Németország Nézőszám: 6000 Játékvezető: Beszborodov (orosz) |

| 2009. május 12. 17:45 (CEST) | Törökország | 1 – 0                 | Anglia | Gotha, Németország Játékvezető: Grobelnik (osztrák) |
| 2009. május 12. 17:45 (CEST) | Furkan 74'  | (0 – 0) (Jegyzőkönyv) |        | Gotha, Németország Játékvezető: Grobelnik (osztrák) |

## Egyenes kieséses szakasz
|  |                           |             |             |                       |   |           |           |       |
|  | Elődöntők                 | Elődöntők   | Elődöntők   |                       |   | Döntő     | Döntő     | Döntő |
|  | Elődöntők                 | Elődöntők   | Elődöntők   |                       |   | Döntő     | Döntő     | Döntő |
|  | május 15. – Grimma        |             |             |                       |   |           |           |       |
|  |                           |             |             |                       |   |           |           |       |
|  | Svájc                     | Svájc       | 1           |                       |   |           |           |       |
|  | Svájc                     | Svájc       | 1           | május 18. – Magdeburg |   |           |           |       |
|  | Hollandia                 | Hollandia   | 2           |                       |   |           |           |       |
|  | Hollandia                 | Hollandia   | 2           |                       |   | Hollandia | Hollandia | 1     |
|  | május 15. – Dessau-Roßlau |             |             |                       |   | Hollandia | Hollandia | 1     |
|  |                           |             | Németország | Németország           | 2 |           |           |       |
|  | Németország               | Németország | Németország | Németország           | 2 | 2         |           |       |
|  | Németország               | Németország |             |                       |   |           |           |       |
|  | Olaszország               | Olaszország | 0           |                       |   |           |           |       |
|  | Olaszország               | Olaszország | 0           |                       |   |           |           |       |
|  |                           |             |             |                       |   |           |           |       |

### Elődöntők
| 2009. május 15. 11:00 (CEST) | Svájc      | 1 – 2                 | Hollandia                 | Grimma, Németország Játékvezető: Hagen (norvég) |
| 2009. május 15. 11:00 (CEST) | Kamber 53' | (0 – 2) (Jegyzőkönyv) | Isoufi 17' Castaignos 40' | Grimma, Németország Játékvezető: Hagen (norvég) |

| 2009. május 15. 17:45 (CEST) | Németország                | 2 – 0                 | Olaszország | Dessau-Roßla, Németország Játékvezető: Mažic (szerb) |
| 2009. május 15. 17:45 (CEST) | Yabo 70' Basala-Mazana 76' | (0 – 0) (Jegyzőkönyv) |             | Dessau-Roßla, Németország Játékvezető: Mažic (szerb) |

### Döntő
| 2009. május 18. 11:00 (CEST) | Hollandia     | 1 – 2 (h.u.)                 | Németország        | Magdeburg, Németország Játékvezető: Beszborodov (orosz) |
| 2009. május 18. 11:00 (CEST) | Castaignos 7' | (1 – 1, 1 – 1) (Jegyzőkönyv) | Thy 34' Trinks 97' | Magdeburg, Németország Játékvezető: Beszborodov (orosz) |

| A 2009-es U17-es labdarúgó-Európa-bajnokság győztese |
| ---------------------------------------------------- |
| NÉMETORSZÁG 3. cím                                   |

## Gólszerzők
| 3 gólos - Luc Castaignos - Lennart Thy 2 gólos - Kevin Scheidhauer - Janick Kamber 1 gólos - Luke Garbutt - Neeksens Kebano - Darnel Situ | 1 gólos (folytatás) - Shabir Isoufi - Ruben Ligeon - Oğuzhan Özyakup - Bienvenue Basala-Mazana - Christopher Buchtmann - Mario Götze - Manuel Janzer - Robert Labus - Shkodran Mustafi - Florian Trinks - Reinhold Yabo | 1 gólos (folytatás) - Giacomo Beretta - Simone Dell'Agnello - Simone Sini - Nassim Ben Khalifa - André Goncalves - Kofi Nimeley - Muhammet Demir - Hasan Ahmet Sari - Furkan Şeker |

## A 2009-es U17-es labdarúgó-világbajnokság résztvevői
| - Németország - Hollandia - Olaszország | - Svájc - Spanyolország - Törökország |

## Végeredmény
Az első két helyezett utáni sorrend nem tekinthető hivatalosnak, mivel ezekért a helyekért nem játszottak mérkőzéseket. Ezért e helyezések meghatározásához az alábbiak lettek figyelembe véve:
1. több szerzett pont
2. jobb gólkülönbség
3. több szerzett gól

A hazai csapat eltérő háttérszínnel kiemelve.
| Helyezés | Nemzet        | M | Gy | D | V | Rg | Kg | Gk  | P  |
| -------- | ------------- | - | -- | - | - | -- | -- | --- | -- |
| Arany    | Németország   | 5 | 5  | 0 | 0 | 13 | 2  | +11 | 15 |
| Ezüst    | Hollandia     | 5 | 2  | 1 | 2 | 6  | 7  | –1  | 7  |
|          |               |   |    |   |   |    |    |     |    |
| Bronz    | Svájc         | 4 | 1  | 2 | 1 | 5  | 4  | +1  | 5  |
| Bronz    | Olaszország   | 4 | 1  | 1 | 2 | 3  | 6  | –3  | 4  |
|          |               |   |    |   |   |    |    |     |    |
| 5.       | Spanyolország | 3 | 0  | 3 | 0 | 0  | 0  | 0   | 3  |
| 6.       | Törökország   | 3 | 1  | 0 | 2 | 3  | 5  | –2  | 3  |
| 7.       | Franciaország | 3 | 0  | 2 | 1 | 2  | 3  | –1  | 2  |
| 8.       | Anglia        | 3 | 0  | 1 | 2 | 1  | 6  | –5  | 1  |